# Shabab(e)s im VIP
Shabab(e)s im VIP ist ein Lied des deutschen Rappers Pashanim aus dem Jahr 2025, in Zusammenarbeit mit der Sängerin Ceren. Das Lied avancierte im Mai 2025 zum Nummer-eins-Hit, obwohl es nicht als Single ausgekoppelt wurde.

## Entstehung und Veröffentlichung
Geschrieben wurde das Lied von den beiden Interpreten Can Bayram (Pashanim) und Yueksal Ceren selbst, gemeinsam mit dem Koautoren Paul Speckmann. Letzterer zeichnete zudem auch für die Produktion verantwortlich.
Ein erster Ausschnitt zu Shabab(e)s im VIP wurde im Februar 2025 von AbuGlitsch in einem DJ-Set präsentiert, welcher auf TikTok viral ging. Die Erstveröffentlichung des Liedes erfolgte schließlich am 30. April 2025 bei Urban Records, als Teil von Pashanims vierter EP Grünewürfelflow.

## Inhalt
Inhaltlich thematisiert das Lied eine Klubnacht im VIP-Bereich, geprägt von Freundschaft, Freiheit und kultureller Identität, mit Verweisen auf Cannabis-Konsum oder auch Marken wie Gucci und Louis Vuitton. Der Begriff Shababs im Titel ist ein Slang-Ausdruck – eine verdeutschte Version des arabischen Wortes „shabāb“ (auf Deutsch Jungs, Jugendliche oder Jugend). Die weibliche Form Shababes im Titel ist ein Wortspiel aus Shababs und dem englischen Slang-Wort babe.

## Musikvideo
Das Musikvideo zu Shabab(e)s im VIP entstand unter der Regie von Canonulldreinull, unter der Koproduktion von Pashanim; und feierte seine Premiere am Tag der EP-Veröffentlichung auf der Videoplattform YouTube. Es zeigt Ceren und Pashanim in einem Berliner Klub, umgeben von Freunden und einer ausgelassenen Atmosphäre. Bis Juli 2025 zählte das Video über 3,7 Millionen Aufrufe auf YouTube.

## Chartplatzierungen
Obwohl das Lied nur als Albumtitel und nicht als Single veröffentlicht wurde, erreichte es in der zweiten Chartwoche, der ersten kompletten Verkaufswoche, die Chartspitze der deutschen Singlecharts am 9. Mai 2025. Während es für Pashanim nach Sommergewitter (Juni 2021) und Mittelmeer (Mai 2024) bereits der dritte Nummer-eins-Hit ist, erreichte Ceren erstmals die Charts. Darüber hinaus belegte das Lied auch die Chartspitze der deutschsprachigen Singlecharts. In Österreich avancierte Shabab(e)s im VIP ebenfalls zum Nummer-eins-Hit und in der Schweiz mit Rang drei zum Top-10-Erfolg.
| ChartsChartplatzierungen | Höchstplatzierung | Wochen |
| ------------------------ | ----------------- | ------ |
| Deutschland (GfK)        | 1 (… Wo.)         | …      |
| Österreich (Ö3)          | 1 (… Wo.)         | …      |
| Schweiz (IFPI)           | 3 (10 Wo.)        | 10     |